# Mannlicher M1888
Mannlicher M1888 — австро-венгерская винтовка с продольно-скользящим затвором, созданная в 1888 году и находившаяся на вооружении вплоть до конца первой половины XX века. Созданная на основе моделей M1885 и M1886, это была третья винтовка Фердинанда Манлихера, в которой питание боеприпасами осуществлялось с использованием патронной пачки. В 1896 году в качестве штатной винтовки вооружённых сил Австро-Венгрии её стали заменять новой моделью M1895, однако вплоть до самого распада Австро-Венгрии Mannlicher M1888 оставался на вооружении армии.

## Конструкция

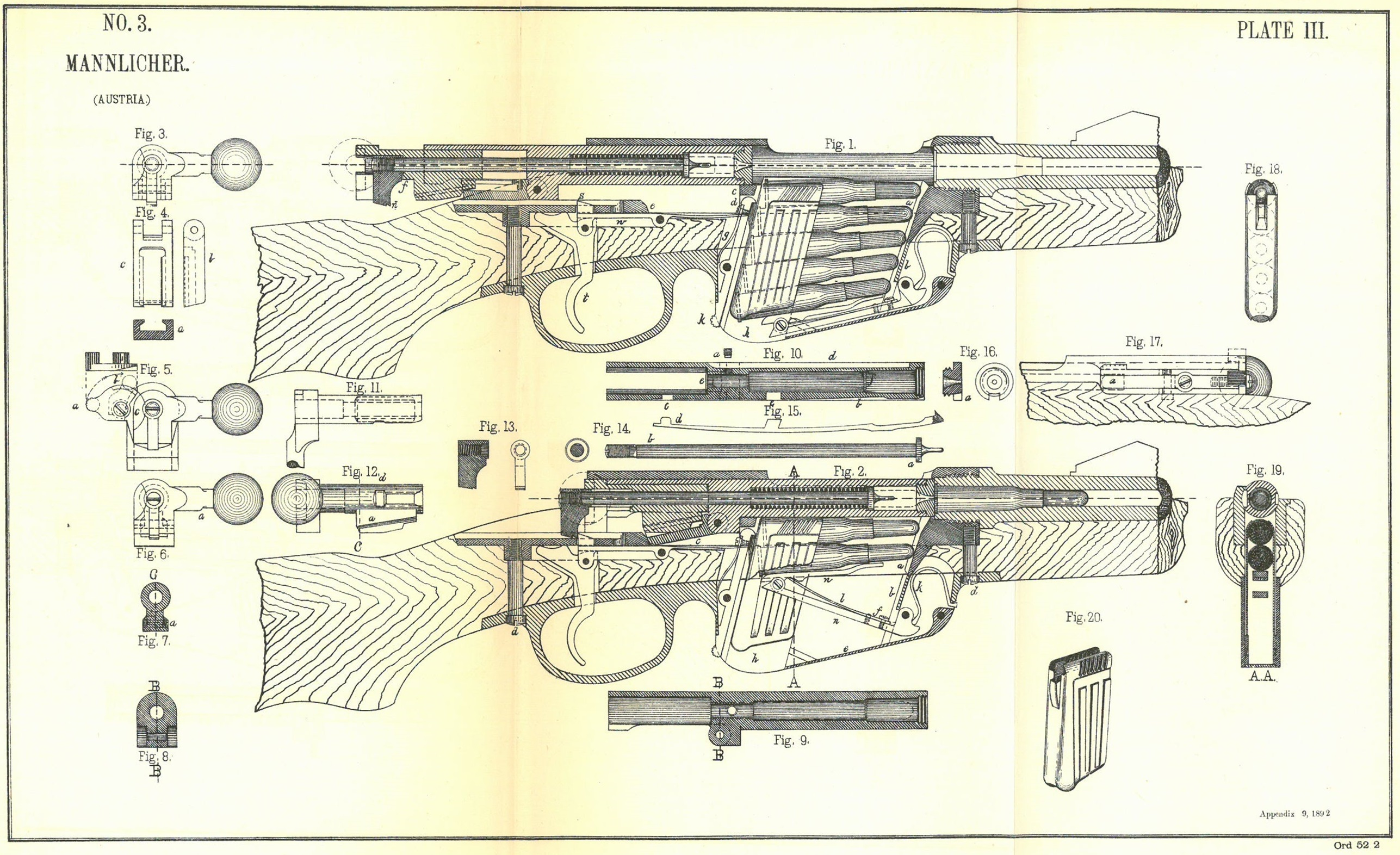
Устройство Mannlicher M1888

M1888 была прямым потомком винтовки Mannlicher M1886: уже в начале производства M1886 стала очевидна необходимость в уменьшении калибра винтовки. Конструктивно M1888 практически идентична своей предшественнице, за исключением нового 8-мм патрона, первоначально снаряжавшегося дымным порохом и имевшего обозначение 8 mm M.1888 scharfe Patrone или 8 × 50 мм R. Эта винтовка также имела продольно-скользящий затвор с прямым ходом (открывающийся и закрывающийся без поворота рукоятки). Запирание ствола производилось боевым упором в виде подпорки на шарнире, располагавшейся на затворе и упиравшейся в выступ в задней части ствольной коробки. Ствол с 4 правосторонними нарезами. Питание боеприпасами осуществлялось из неотъёмного магазина с использованием патронных пачек. Прицельные приспособления состояли из мушки и секторного (квадрантного) прицела, размеченного на дальность от 400 до 1700 шагов. Также имелся дополнительный прицел, состоящий из мушки на правой стороне ложи и выдвигавшегося из основания прицела целика. Дополнительный прицел предназначался для стрельбы на дальности от 1800 до 2500 шагов. 

## Варианты

### Винтовка М1888-90

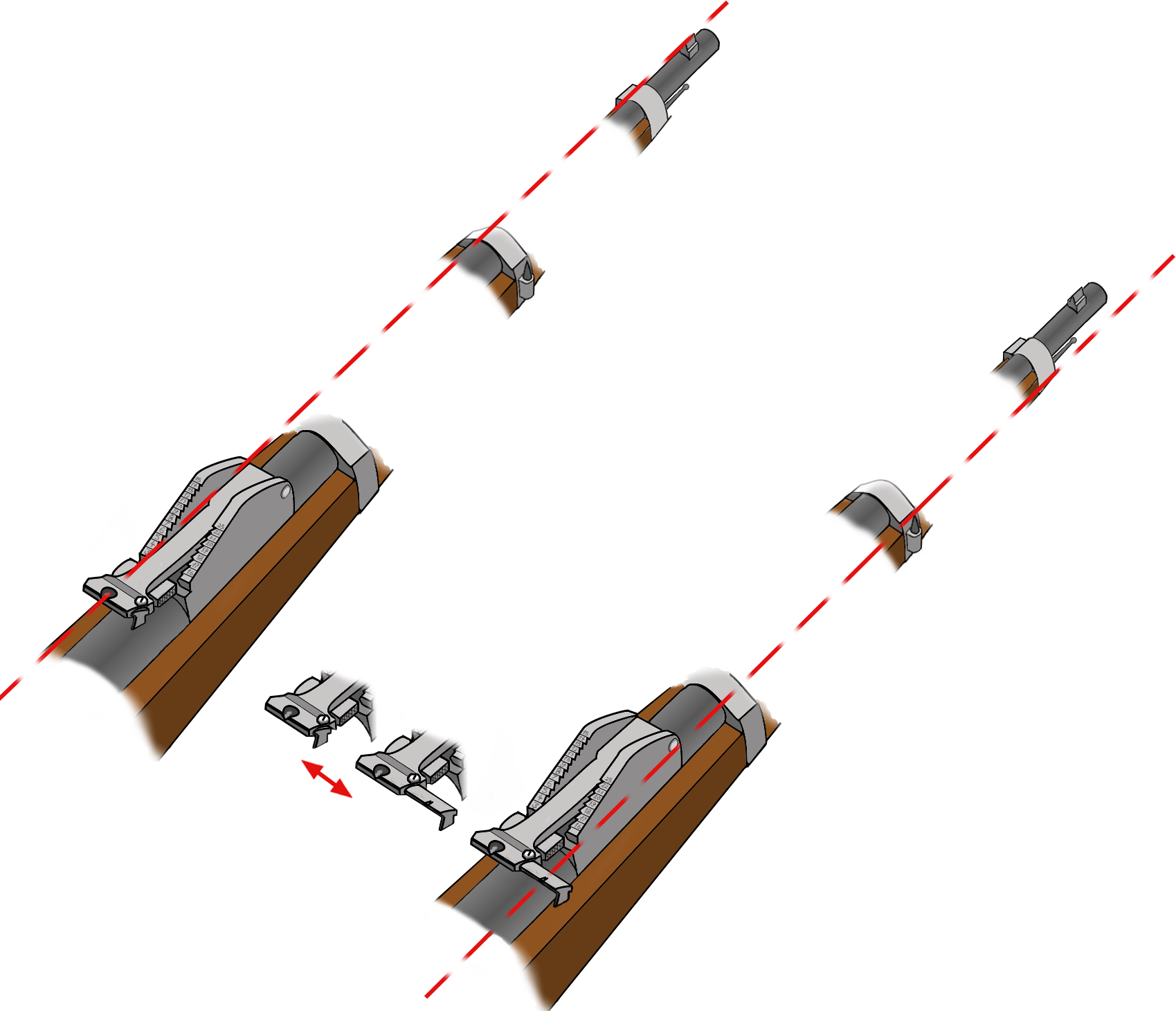
Основной и дополнительный прицелы Mannlicher M1886. M1888 оснащался прицелами такой же конструкции.

В 1890 году в Австро-Венгрии освоили производство нового патрона, снаряжавшегося полубездымным порохом. Патрон получил обозначение 8 mm M.1890 scharfe Patrone, а гильза была удлинена на 2 мм (8 × 52 мм). Прицелы существующих винтовок Mannlicher 8 мм были модернизированы для использования с новым патроном: пластины с обозначениями прицельных дальностей для нового патрона крепились по сторонам на основание секторного прицела. Прицельная дальность была увеличена до 1800 шагов для основного прицела и до 3000 для дополнительного. Переделанные и новые винтовки под патрон под патрон 8 × 52 мм получили обозначение M1888-90 (M88-90).

### Винтовка M1888 Ханьян
Китайская копия М1888 под патроны 8 × 50 мм R, 8 × 52 мм R, 7.62 × 55 мм R и 7,92 × 57 мм. Китай использовал M1888 во времена династии Цин и республиканской эпохи. Китай впервые приобрёл винтовки M1888 перед первой японо-китайской войной, а после этого начал производство нелицензионной копии 1888 Ханьян.

### Винтовка M88/24
Бельгийская конверсия винтовки M1888-90 под патрон 7,92 × 57 мм, производившаяся после Первой Мировой войны. Для использования нового патрона на винтовках заменялся ствол, прицельные приспособления, магазин и укорачивалась ложа, но система запирания оставалась без изменений.

## Эксплуатанты
- Австро-Венгрия
- Бразилия: использовались обеими сторонами во время федералистской революции.
- Британская империя: захвачены в Эфиопии, также использовался африканскими или индийскими гарнизонами в Абиссинии в 1941—1942 годах, а затем оказались (вместе со всем остальным трофейным снаряжением) в британской Индии. Более современные винтовки (M95 и Carcano) и пулемёты направлялись на фронт в Бирму, а более старые (включая M88) — в обычные учебные подразделения и на караульную службу в британской Индии.
- Буры[8][9]
- Вторая Испанская Республика[14][15][16]
- Империя Цин[5][6][7]
- Индия
- Испания
- Италия — некоторое количество трофейных винтовок было захвачено в ходе Первой мировой войны; после капитуляции Австро-Венгрии в 1918 году, в распоряжении Италии оказалось значительное количество винтовок, полученных в качестве репараций[4] (причём винтовок Mannlicher M.88-90 было значительно больше, чем Mannlicher M.95). Для винтовок был налажен выпуск патронов 8 × 50 мм R итальянского производства. Часть винтовок M88-90 передали в Эфиопию для использования Королевским корпусом колониальных войск (итал. Forze armate dell'Africa Orientale Italiana, A.O.I.) в 1935—1941 годах[35].
- Итальянская Эфиопия[35][36]
- Каджарский Иран
- Китайская республика[5][3][37]
- Королевство Венгрия
- Королевство Греция[23][38]: захвачены у Болгарии во время Второй балканской войны и в конце Первой мировой войны[19][13][30].
- Королевство Сербия[39][40]
- Королевство Сиам[41]: согласно отчетам о продажах Steyr, в Сиам было поставлено 15 000 винтовок M1888, большинство поставок пришлось на 1890-е годы. Некоторые из них, возможно, были винтовками, проданными из австрийских запасов[42][43]. Стволы некоторых винтовок были укорочены до длины карабина[30].
- Королевство Югославия
- Нацистская Германия: ограниченно использовались Фольксштурмом[44][17].
- Османская империя: небольшое количество M1888-90 было захвачено во время Балканских войн[45].
- Первая Австрийская Республика
- Польская Республика (1918—1939)[12]
- Российская империя[10]
- РСФСР
- Румыния: Во время Первой мировой войны некоторое количество M1888-90 и M90 были захвачены у войск Болгарии и Австро-Венгрии, другие были предоставлены уже в качестве репараций после войны. Они также использовались во Вторую мировую войну[18].
- Судето-немецкая партия
- Царство Болгария[23][39][46]
- Чехословакия
- Чили[1][2][3][4]
- Эквадор[47]
- Эфиопская империя: стволы некоторых винтовок M88/90 из-за изношенности, были укорочены до длины карабина, функционально они были почти идентичны стандартным M88/90[48].
- Филиппины
- Хагана

## Галерея

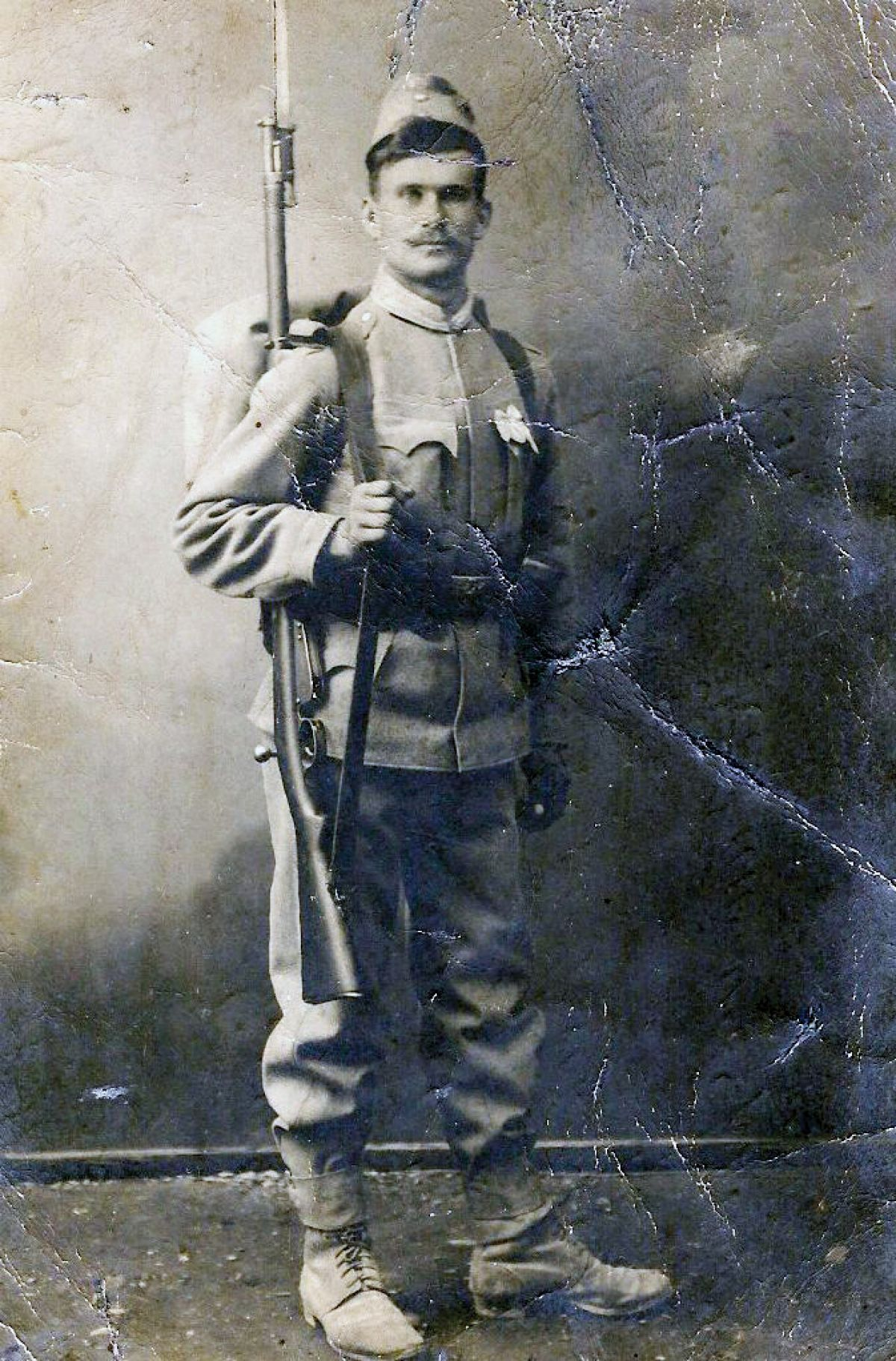
Словенский солдат Объединённой армии[англ.] Австро-Венгрии позирует с винтовкой M1888 с примкнутым штыком, 1914 год
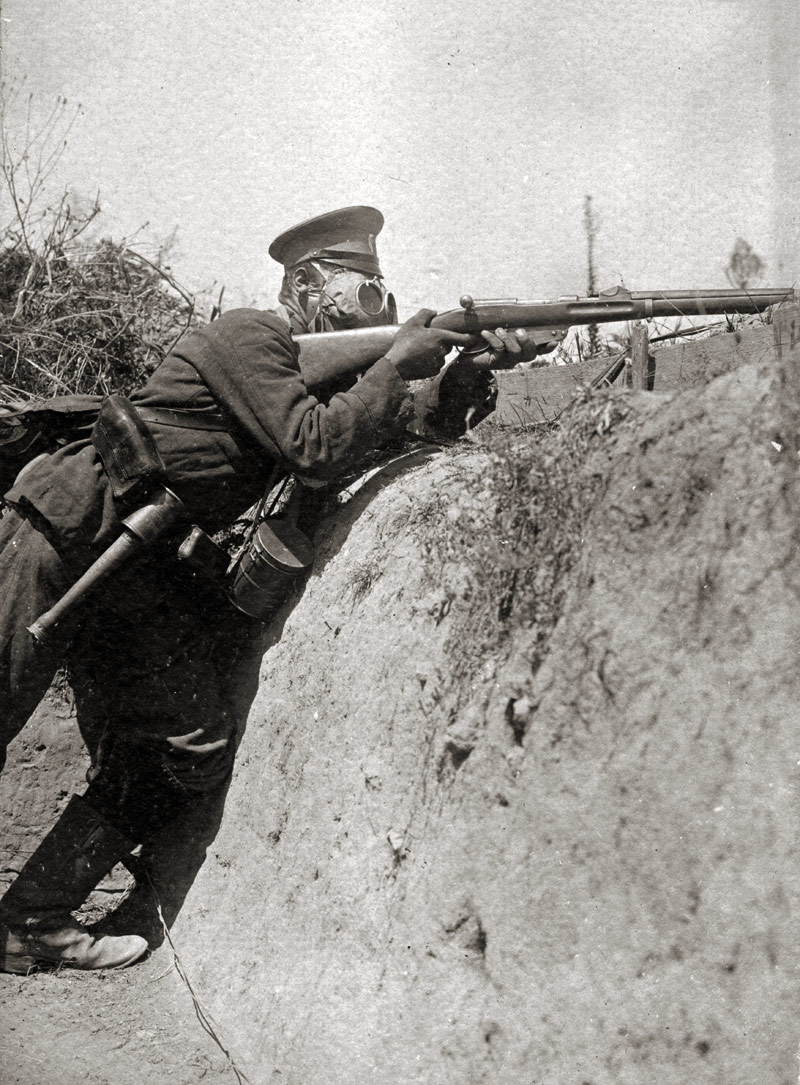
Болгарский солдат ведёт огонь из винтовки M1888, 1917 год
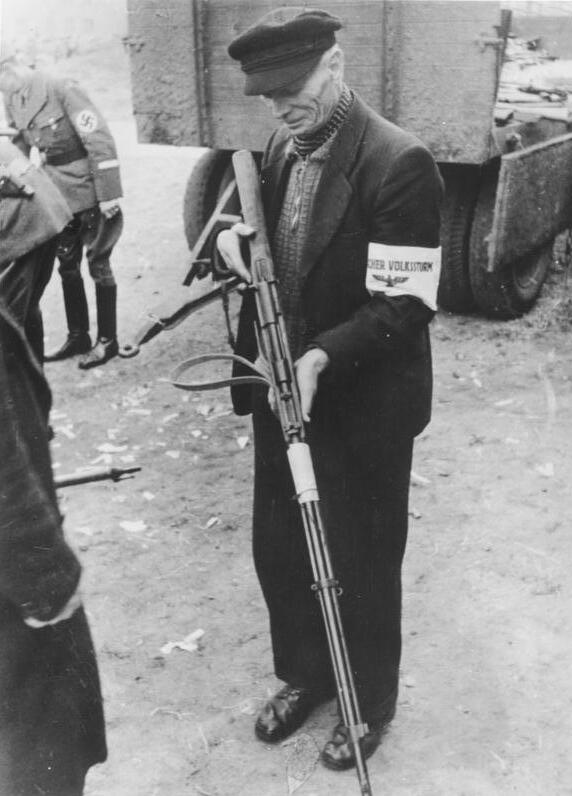
Пожилой боец Фольксштурма с винтовкой M88-90, конец 1944 года

## Комментарии
1. ↑  Также встречается информация, что новые винтовки под патрон 8 × 52 мм имели обозначения M1889[33] или M1890[20]